# EUobserver
EUobserver est un journal en ligne indépendant qui se concentre principalement sur la politique des institutions de l'Union européenne. 
Ses articles concernent principalement les droits de l'homme, les libertés civiles, la transparence des institutions, la lutte contre la corruption, un environnementalisme critique et la démocratisation de l'Union européenne. Le journal publie aussi des commentaires et des blogs reflétant les points de vue des différentes sensibilités politiques, mais n'en publie aucun de ses propres journalistes.

## Histoire
Fondé en 2000, l'EUobserver, avec plus de 60 000 lecteurs, revendique sa place de plus grand quotidien en ligne concernant l'Union européenne, et de deuxième source d'information la plus utilisée par les journalistes à la recherche de nouvelles sur l'Union, après le Financial Times,.
En 2003, le site a passé un accord temporaire (agreed) avec Wikipédia pour rendre accessible au public ses commentaires et résumés afin qu'il puissent être utilisés dans les pages évènements récents de Wikipédia.
En 2008, le site fut rafraîchi pour y inclure des vidéos et des blogs.
En 2009, l'EUobserver a signé un partenariat avec la Westdeutsche Allgemeine Zeitung pour mettre en place le WAZeuobserver, qui garantit le même service, mais qui se concentre plutôt sur les Balkans.
La rédactrice en chef du site web est Lisbeth Kirk, une journaliste danoise et épouse de Jens-Peter Bonde, un ancien élu danois au Parlement européen et vice-président du groupe eurosceptique Indépendance et Démocratie. EUobserver est (ou a été, il l'était au moins en 2007-2008) l'un des financeurs du réseau de think tank libertariens européen Stockholm Network, réseau qui s'oppose à l'État-providence et promeut une doctrine économique de marché mondialisé, libre et dérégulé.

## Sources
- (en) Cet article est partiellement ou en totalité issu de l’article de Wikipédia en anglais intitulé « EUobserver » (voir la liste des auteurs).